# 76 mm armata górska wz. 1938
76 mm armata górska wz. 1938 (ros. 76-мм горная пушка образца 1938 года) – sowiecka armata górska skonstruowana w zespole Lwa Gorlickiego.
W latach 30. uzbrojeniem jednostek artylerii górskiej Armii Czerwonej była 76 mm armata górska wz. 1909. Jej główną wadą była duża masa zespołów na które była rozkładana do transportu (najcięższy ważył 240 kg). Dlatego w połowie lat 30. rozpoczęto prace nad następcą armaty wz. 1909. Konstruktorzy działa z zespołu Lwa Gorlickiego wzorowali się na czechosłowackiej armacie górskiej Skoda C-5. Po testach prototypów ich armata została w maju 1939 roku przyjęta do uzbrojenia.
1 czerwca 1941 roku na uzbrojeniu armii sowieckiej znajdowało się 800 dział wz. 1938, z czego 234 w pobliżu zachodniej granicy. W czasie wojny działa wz. 1938 znajdowały się na uzbrojeniu dywizjonów artylerii górskiej wchodzących w skład brygad piechoty górskiej. Wyposażono w nie także jednostki powietrznodesantowe, a czasami były uzbrojeniem pułków artylerii piechoty.
Armata górska wz. 1938 miała łoże kołowe, jednoogonowe. Strzelała amunicją scaloną.  Armata wz. 1938 mogła być szybko rozbierana na podzespoły transportowane w jukach lub przez obsługę. Trakcja konna, motorowa lub juczna. Działo było rozkładane na 6 (transport na wózkach) lub 23 (transport w jukach) zespoły.
Działo mogło wystrzeliwać pociski odłamkowo-burzące o masie 6,23 kg, oraz przeciwpancerne o masie 6,3 kg. Pociski przeciwpancerne były w stanie przebić 39 mm pancerza z odległości 500 m lub 34 mm pancerza z odległości 1000 m.